# آموس ن. ويلسون
آموس إن. ويلسون (بالإنجليزية: Amos N. Wilson)‏ (وُلد في الـ 23 من شهر فبراير عام 1941 (أو 1940) – توفي في الـ 14 من شهر يناير عام 1995) هو عالم نفس نظري ومعالج اجتماعي أمريكي من أصول أفريقية، وهو مفكر مختص بالوحدة الأفريقية ومؤلف وبروفيسور في علم النفس لدى جامعة مدينة نيويورك.

## النشأة وتعليمه
وُلد ويلسون في هاتيسبرغ بولاية ميسيسبي عام 1940 أو 1941، وأكمل دراسة البكالوريوس في كلية مورهاوس في أتلانتا بولاية جورجيا، وحصل على درجة الماستر من طرف المدرسة الجديدة للأبحاث الاجتماعية، وحصل بعدها على درجة الدكتوراه من جامعة فرودهام في مدينة نيويورك. عمل ويلسون طبيبًا نفسيًا وموظفًا اجتماعيًا، وكان مشرفًا اجتماعيًا (مراقب سلوك) ومدير تدريب في قسم إدارة شؤون قضاء الأحداث في مدينة نيويورك. حاز ويلسون على شهادات أكاديمية، لذا درّس ضمن جامعة مدينة نيويورك منذ عام 1981 وحتى عام 1986، ودرّس أيضًا في كلية نيو روتشيل منذ عام 1987 وحتى عام 1995.

## آراؤه حول السلطة والعنصرية
وفقًا لموقع نادي الكتاب الأدبي الأمريكي الأفريقي، «ارتأى ويلسون أن الفروقات الواسعة في السلطة والقوة بين الأمريكيين الأفريقيين وغير الأفريقيين هي المشكلة الاجتماعية الكبرى في القرن الحادي والعشرين. اعتقد ويلسون أن تلك التباينات في القوة، وليس الاتجاهات العنصرية، هي المسؤول الرئيس عن وجود العنصرية، وهي سبب استمرار الهيمنة على الأشخاص ذوي الأصول الأفريقية في جميع أنحاء العالم –يمارس البيض العنصرية لأنهم يملكون السلطة التي تخولهم لفعل ذلك.
شعر ويلسون، بصفته عالمًا في الدراسات الأفريقية، أن المشاكل الاجتماعية والسياسية والاقتصادية التي تواجه السود ليست مشابهة لتلك التي تواجهها مجموعات إثنية أخرى، لذا ادعى وجوب إلغاء فكرة «التعليم المتساوي» لصالح فلسفة واتجاه مناسب وملائم لحاجات هؤلاء السود. ادعى ويلسون أن وظيفة التعليم والذكاء هي حلّ المعضلات الخاصة التي تواجه شعبًا أو أمة، وضمان البقاء البيولوجي للشعب أو الأمة. إن فشلت فلسفة التعليم أو الأسلوب المُتّبع في تحقيق ما سبق، فهي إذًا غير ملائمة.
ادعى ويلسون أيضًا أن فكرة التقدم الخرافية التي يوافق عليها الكثير من السود هي فكرة خاطئة، فلا يحدث ذلك التكامل ولا يستمر –باعتباره واقعًا اقتصاديًا اجتماعيًا– طالما استمر اقتصاد الولايات المتحدة واقتصادات العالم بالتوسع. إذا قُلب هذا الوضع الاقتصادي، أو تغير باتجاه الأسوأ، فالعواقب الناجمة قد تؤدي في نهاية المطاف إلى تزايد الصراعات العرقية، لذا حثّ ويلسون السودَ على أخذ تفكك ذلك التكامل بعين الاعتبار، بل اعتباره احتمالًا واردًا وواقعيًا –من أجل التحضير لجميع السيناريوهات المفترضة– مع الأخذ بعين الاعتبار أيضًا أن ذلك التكامل قد لا يدوم للأبد.
آمن ويلسون أيضًا أن العنصرية هي ظاهرة موجهة بنيويًا ومؤسساتيًا، ومشتقة من علاقات السلطة الجائرة مع الجماعات، وبالإمكان أن تستمر حتى لو غابت التعبيرات العلنية عنها. حينها، بالإمكان «تعطيل» العنصرية عن طريق تحويل المجتمع (بنيويًا) ونظام علاقات السلطة.

## كتبه
علم النفس التنموي للطفل الأسود (1978)
عنف السود ضد السود: سيكودينامية فناء الذات السوداء في خدمة الهيمنة البيضاء (1990)
إدراك العنف الذكوري لدى المراهق الأسود: علاجه والوقاية منه (1992)
استفاقة العبقرية الطبيعية لدى الأطفال السود (1992)
تزوير الوعي الأفريقي: تاريخ مركز على أوروبا، نفسانية وسياسات تفوق العرق الأبيض (1993)
مخطط سطوة السود: حتميات أخلاقية وسياسية واقتصادية للقرن الحادي والعشرين (1998)
الوعي المتمحور حول الأفارقة ضد النظام العالمي الجديد: المذهب الغارفي في عصر العولمة (1999)
علم النفس التنموي للطفل الأسود – الإصدار الثاني (2014)
قضايا الرجولة لدى البيض والسود: نظرة ثاقبة على الذكورة والتوصيف الاجتماعي للرجل الأفريقي (2016)